# Roisey
Roisey é uma comuna francesa na região administrativa de Auvérnia-Ródano-Alpes, no departamento da Loire. Estende-se por uma área de 13,03 km². Em 2010 a comuna tinha 986 habitantes (densidade: 75,7 hab./km²).